# Taxila
Pour les articles homonymes, voir Taxila (ville).
Taxila — Takshashilâ (तक्षशिला) dans sa forme sanskrite, Takkasîlî en pâli — est une ville et un important site archéologique de l'ancien Gandhara. Il est situé dans le district de Rawalpindi, dans la province pakistanaise du Pendjab, à sa frontière avec la Province de Khyber Pakhtunkhwa, à l'ouest d'Islamabad et près de l'extrémité de la Grand Trunk Road. Il s'agit certainement de la Taxiala de Ptolémée.
Taxila abrite aujourd'hui les vestiges de trois villes antiques successives et de nombreux sites monastiques témoignant du raffinement des époques où la cité connut son apogée à la fin de l'Antiquité. De chaque côté de la rivière Tamrā Nalā se trouvent les sites de l'antique Taxila, au Sud, et de Sirkap, au Nord ; le monastère de Jaulian étant à l'est de ces deux sites.

## Histoire

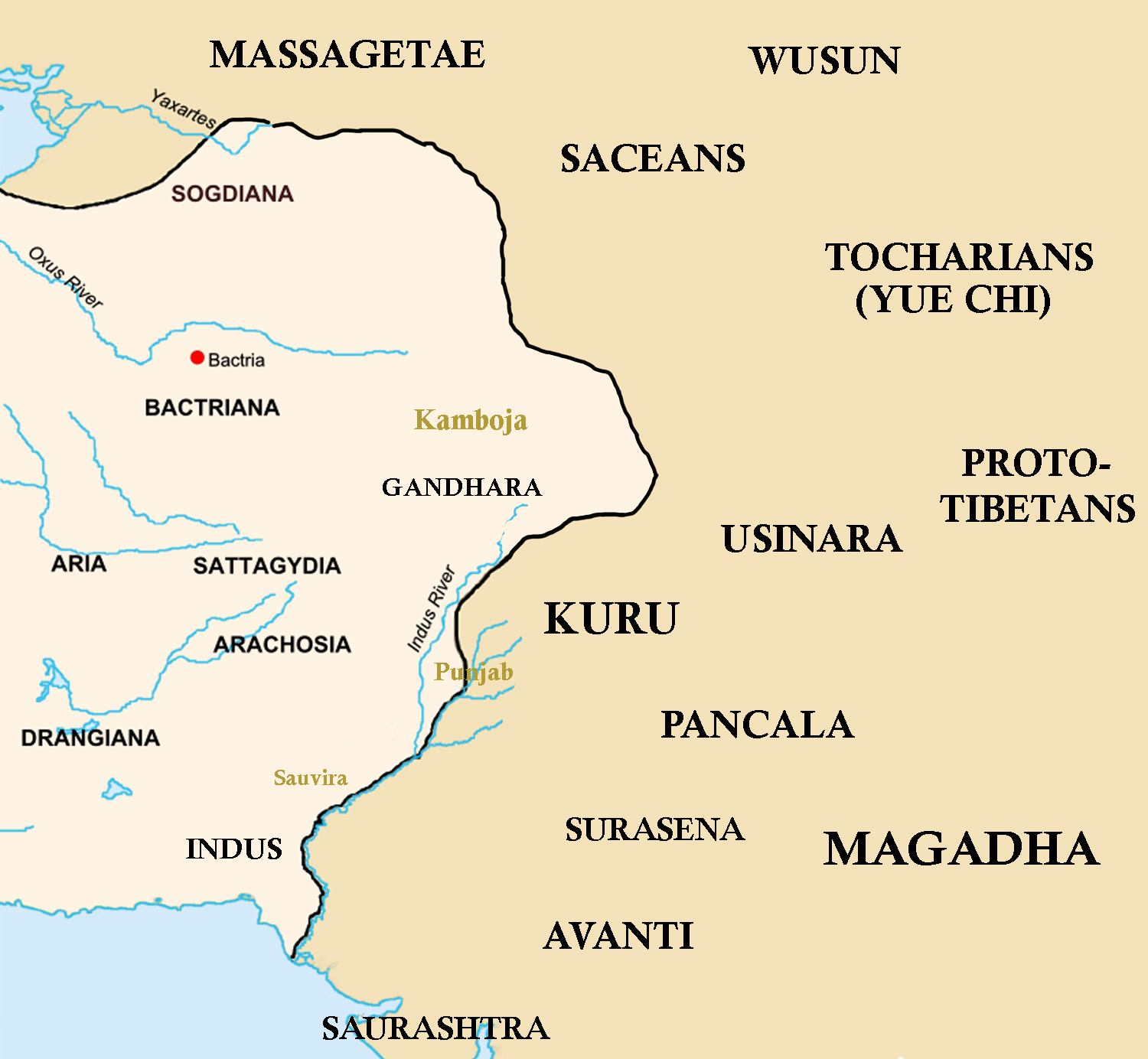
Frontières orientales de l'Empire achéménide.
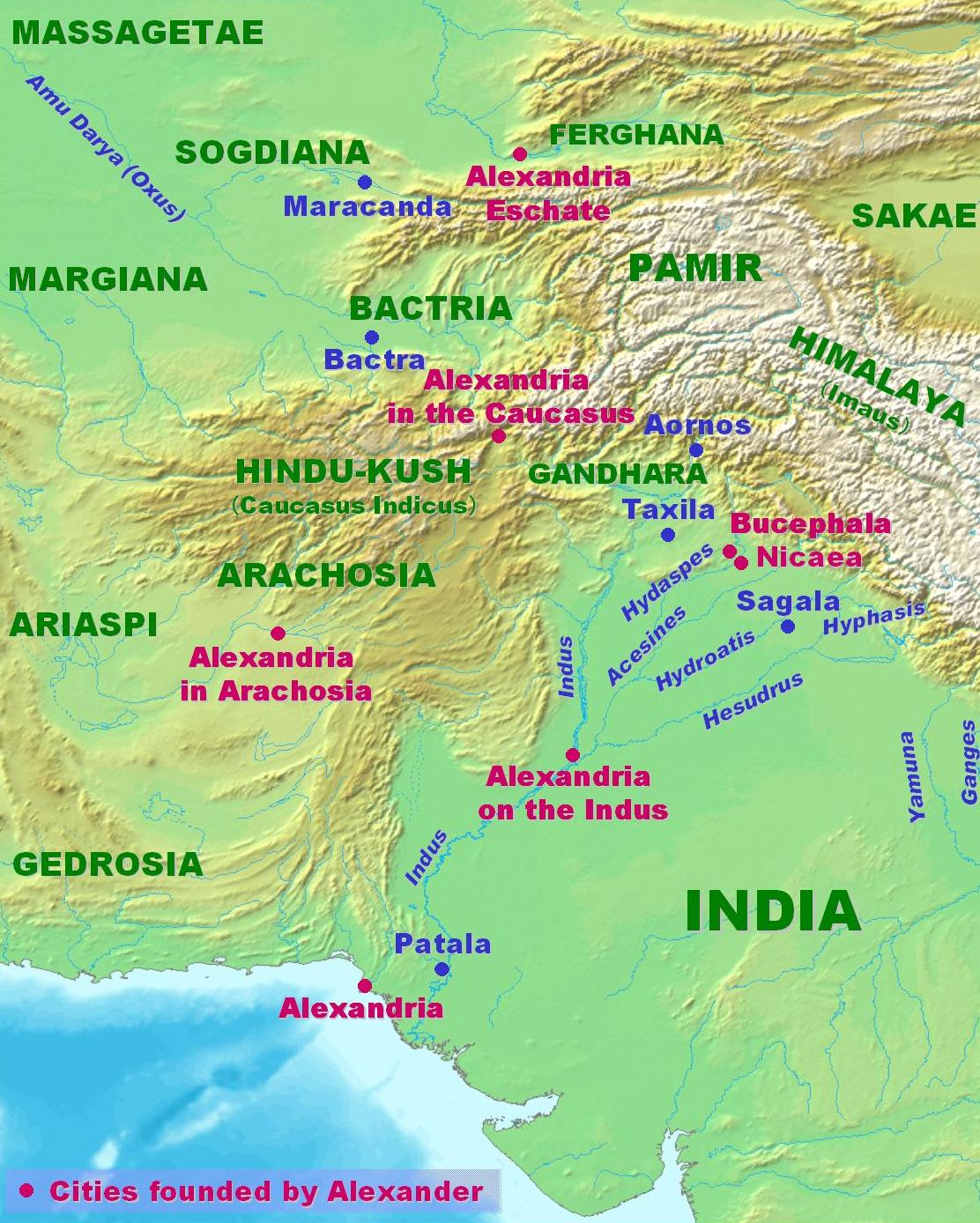
Taxila au sein du monde Indien et de l'Asie centrale après le passage d'Alexandre le Grand (-326/-325)

Une carte a été dressée par Sir Alexander Cunningham, en 1871 dans The ancient geography of India, Volume 1. Il y a porté le site de Sirkap.
Taxila était un centre d'étude bouddhiste antique du IVe siècle av. J.-C. au IIe siècle de l'ère chrétienne, relié à travers le passage de Khunjerab à la route de la soie et attirant ainsi des étudiants de l'ensemble du monde bouddhiste ancien. Le site est en plein épanouissement entre le Ier et Ve siècles où il est, avec Peshawar, l'une des deux principales villes du Gandhâra. Remarquablement situé à l'intersection de trois itinéraires majeurs pour le commerce, il était d'une importance économique et stratégique considérable.
Darius Ier intègre Taxila à l'Empire achéménide en 518 av. J.-C. par ses campagnes militaires de cette année, l'armée impériale traverse le Caucase indien et fixe la nouvelle frontière au Jhelum après avoir soumis les petits royaumes locaux. Elle est reliée au reste des territoires perses par une sous-branche de la route royale. C'est l'un des points les plus éloigné des terres du Grand Roi, une garnison perse y est installée et elle devient la capitale de la satrapie achéménide de Gandhara.
Alexandre le Grand la prend en 326 av. J.-C. et la laisse sous la tutelle de Taxilès. Il y crée une garnison de Macédoniens, mais les Grecs perdent la ville en 317 au bénéfice de Chandragupta Maurya, qui s'empare du Pendjab, et de ses successeurs, dont son petit-fils Ashoka, qui y aurait fait ses études.
Peu après la mort d'Ashoka, Taxila est prise par les Grecs de Bactriane qui y règnent jusque vers 90 av. J.-C., suivis par les Scythes, les Parthes en 19 et les Koushans en 78 dont l'empire sera écrasé par les Shvetahûna ou Huns blancs qui ravagèrent la ville en 455.
Plusieurs établissements se succédèrent sur le site. Le plus ancien, Bhir-Mound, fut actif du Ve au IIe siècle av. J.-C. Les fouilles y ont révélé une ville sans plan apparent, aux maisons de maçonnerie grossière, mais avec un système de traitement des eaux usées. On y a retrouvé plus de mille pièces grecques parmi lesquelles deux tétradrachmes d'Alexandre le Grand et un statère de Philippe Arrhidée.
Séparé par un ruisseau, on trouve l'établissement de Sirkâp, probablement créé par les satrapes indo-grecs, qui fut fouillé entre 1912 et 1935 par l'archéologue Sir John Marshall. Sirkâp suit un plan en damier, partagé par une grande rue centrale et on y compte six périodes de construction. La fouille révéla une grande quantité de monnaies locales, de toutes les périodes, scythes, parthes et koushanes.
Sirkâp est abandonnée au IIe siècle au profit d'un nouvel emplacement, nommé Sirsukh, à plus d'un kilomètre au nord. C'est cet établissement qui tombera devant les Shvetahûna.
Taxila est inscrit au patrimoine de l'Humanité de l'UNESCO depuis 1980.

## Galerie

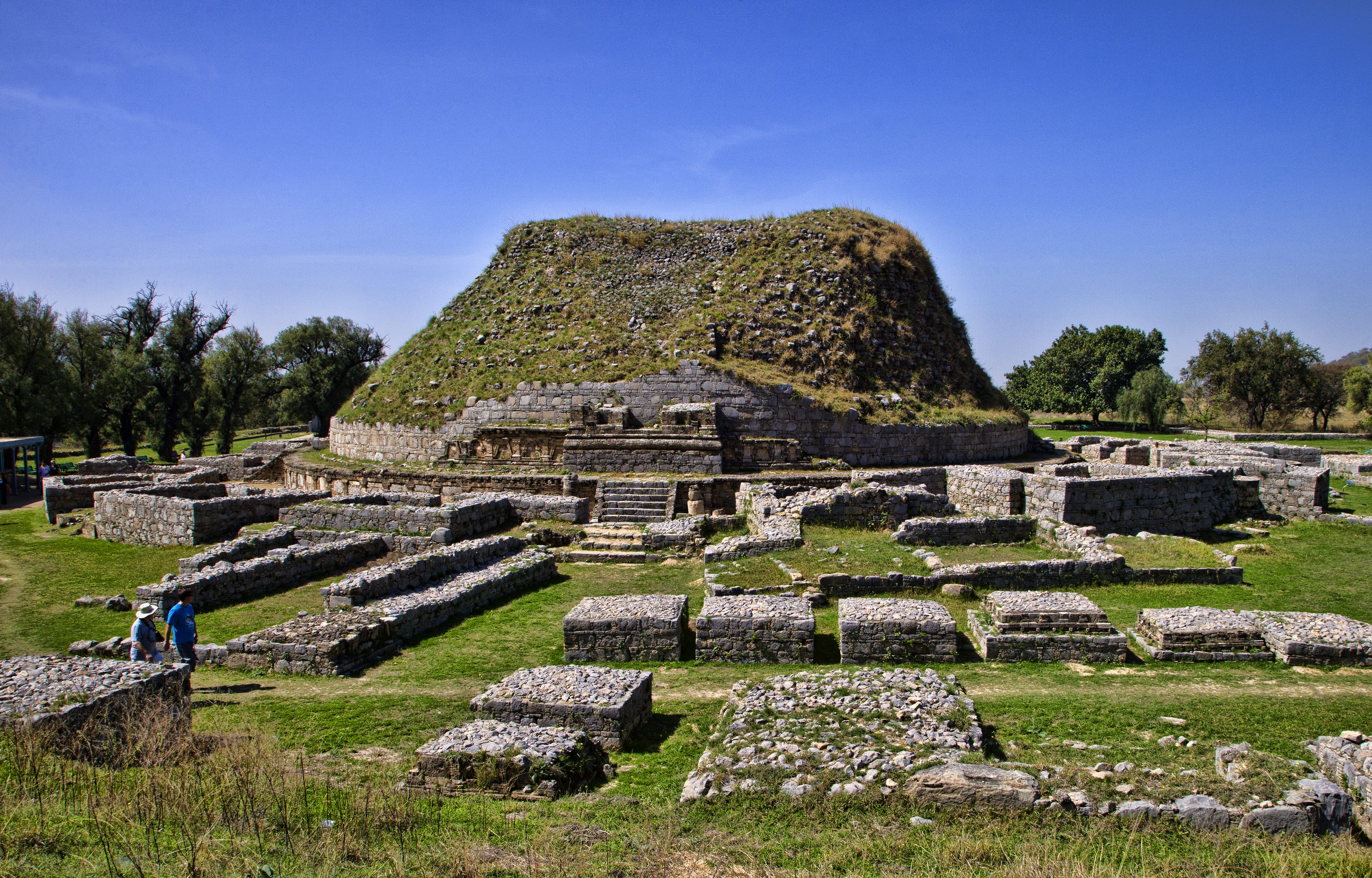
Le Dharmarajika stupa de Taxila. Édifié par l'empereur Maurya Ashoka, au IIIe siècle AEC
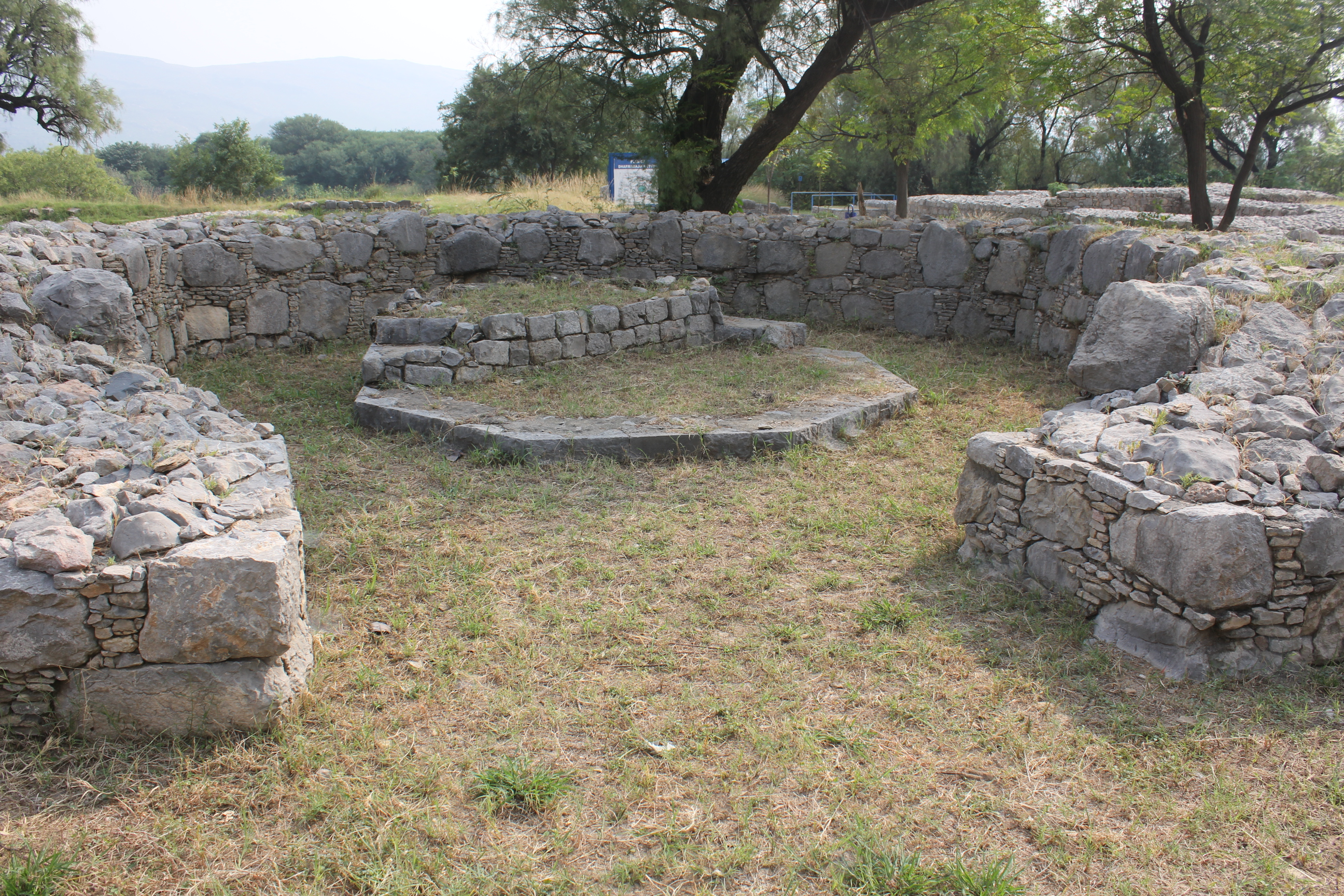
Complexe du Dharmarajika : temple absidial : base octogonale de la plateforme du stupa, abside à plan octogonal / circumambulation autour du stupa. Vue prise depuis la nef
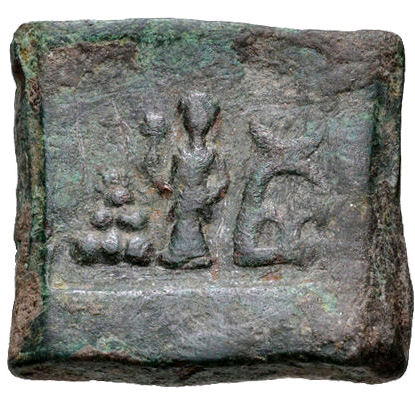
Monnaie de Taxila avec Lakshmi vers 185-160 AEC
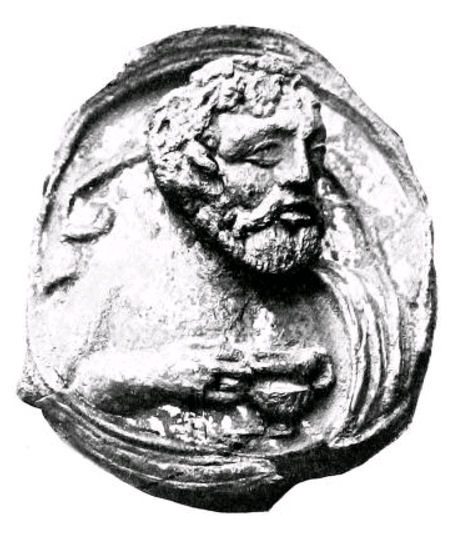
Tête de Dionysos. Sirkap.
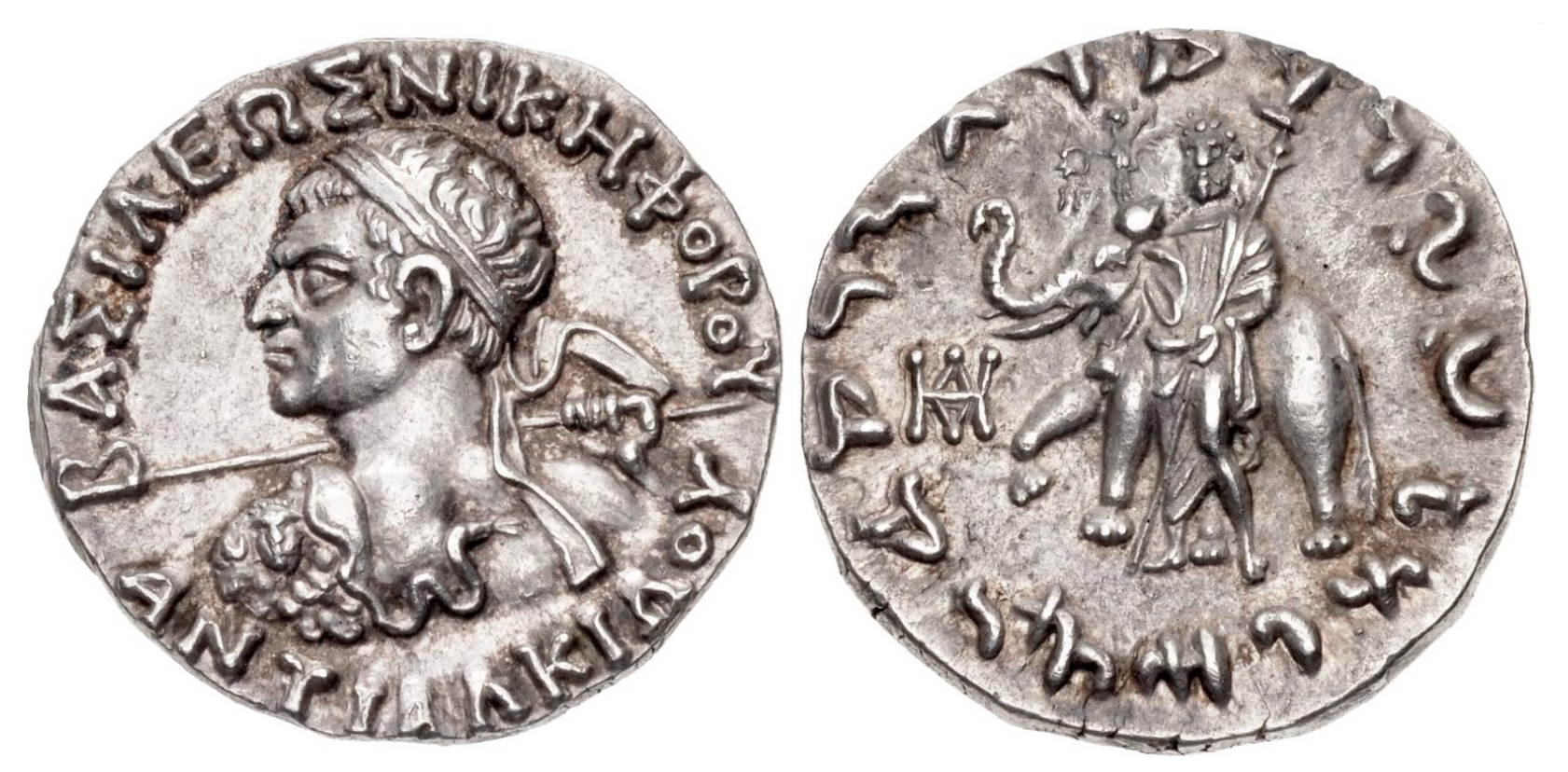
Monnaie d'Antialkides, r. 115 à 95 AEC. Royaumes indo-grecs (de 175 AEC à 10 EC).
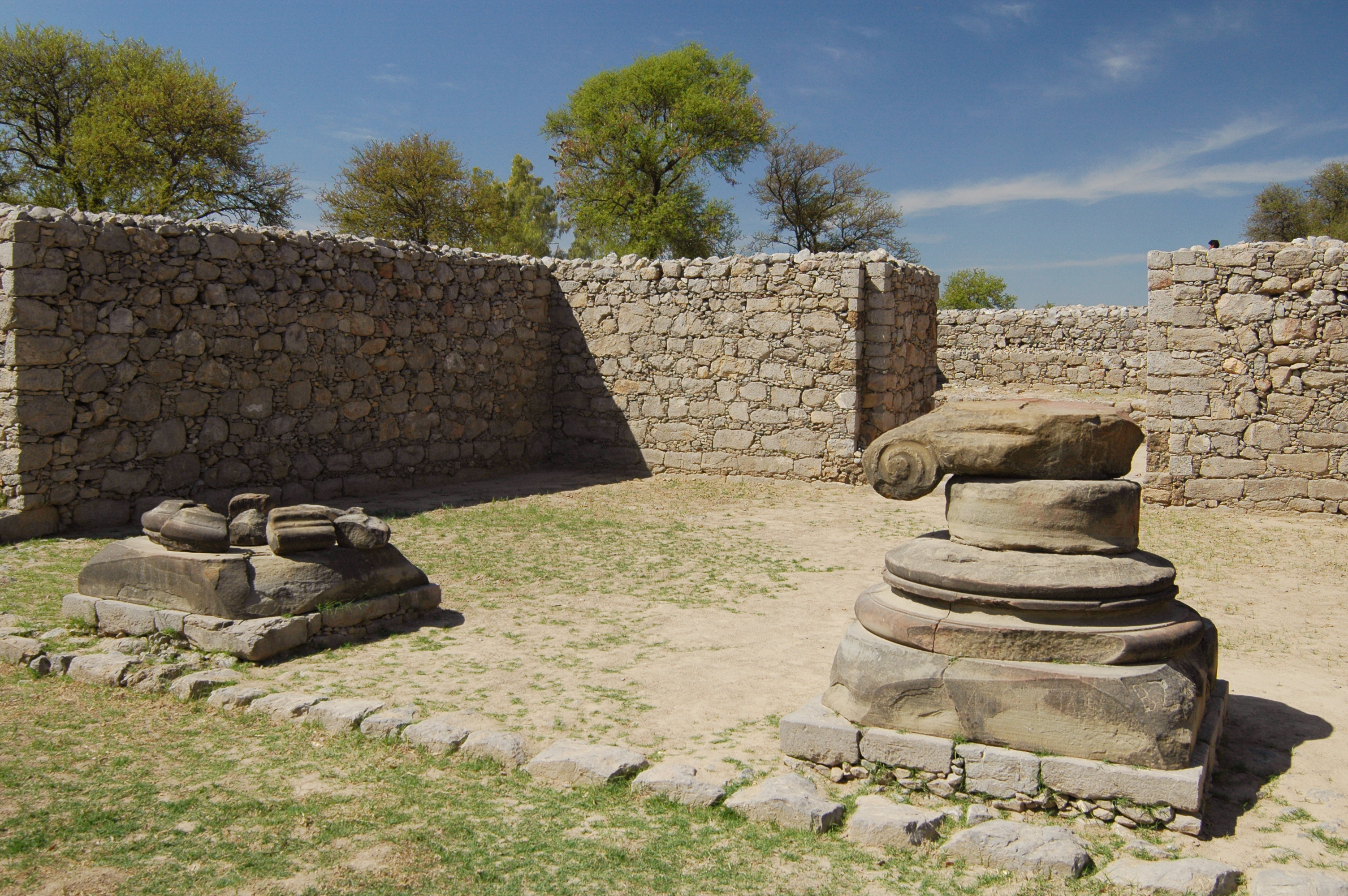
Temple de Jandial (en) IIe final- Ier siècle. Souvent considéré comme un temple du feu zoroastrien à l'époque du royaume indo-parthe (de 19 EC à 226)
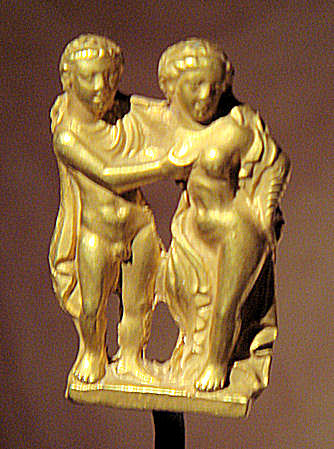
Amour et Psyché. Broche. Taxila, site de Sirkap, Bloc D', niveau III, d'époque Saka (indo-parthe). Or, H. 4,5cm. Karachi, National Museum of Pakistan
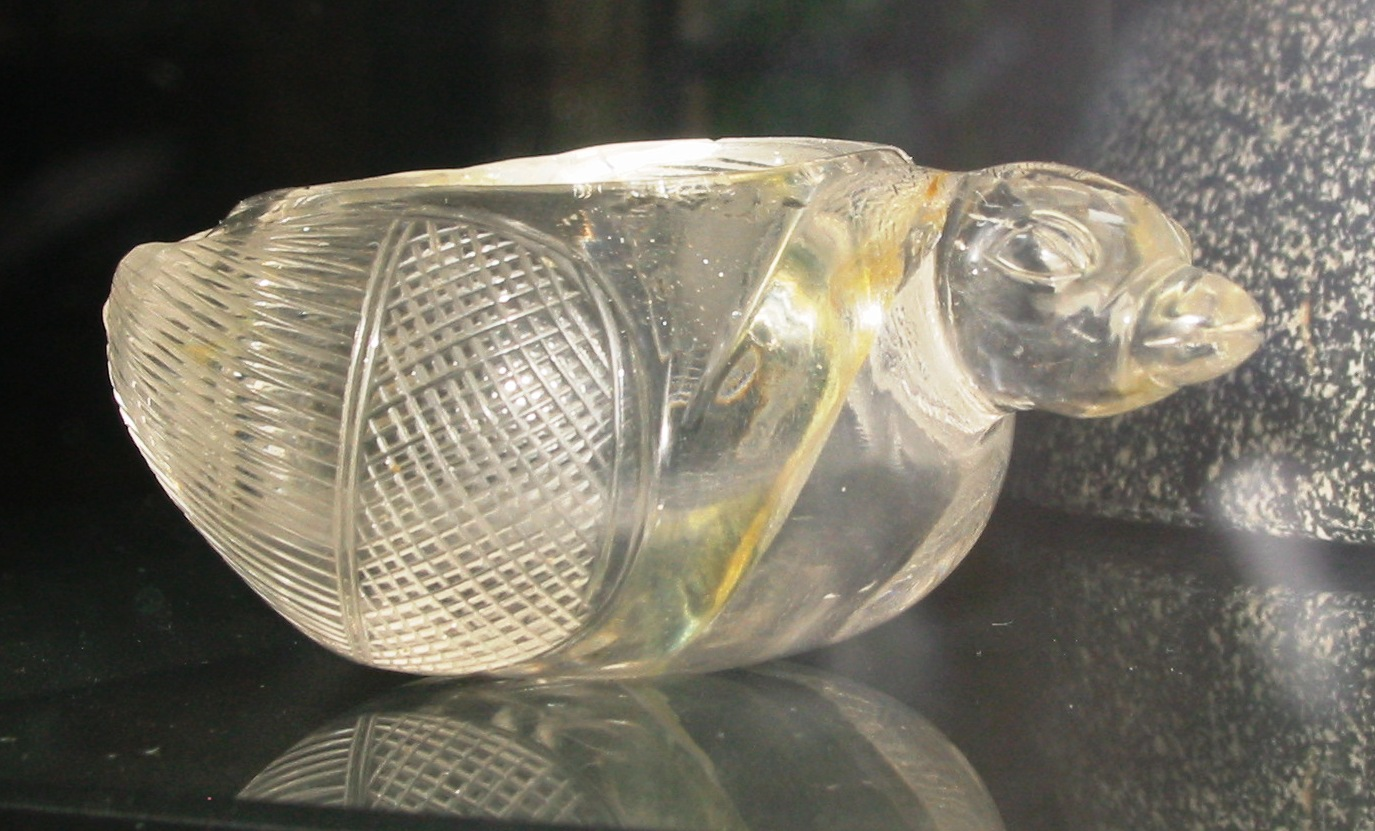
Reliquaire en forme d'oie (hamsa), en cristal, vers 100 EC.
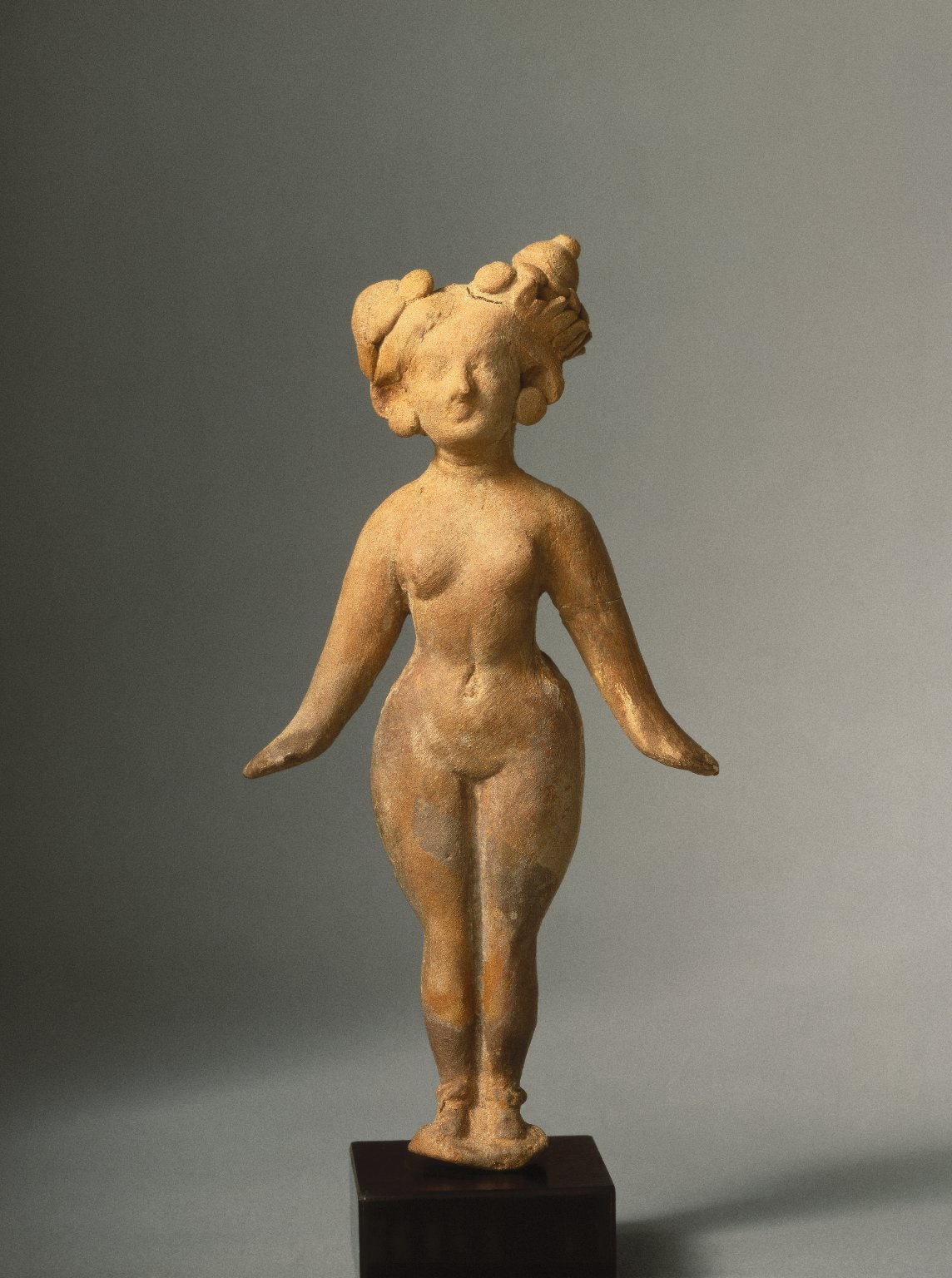
Statuette de femme debout
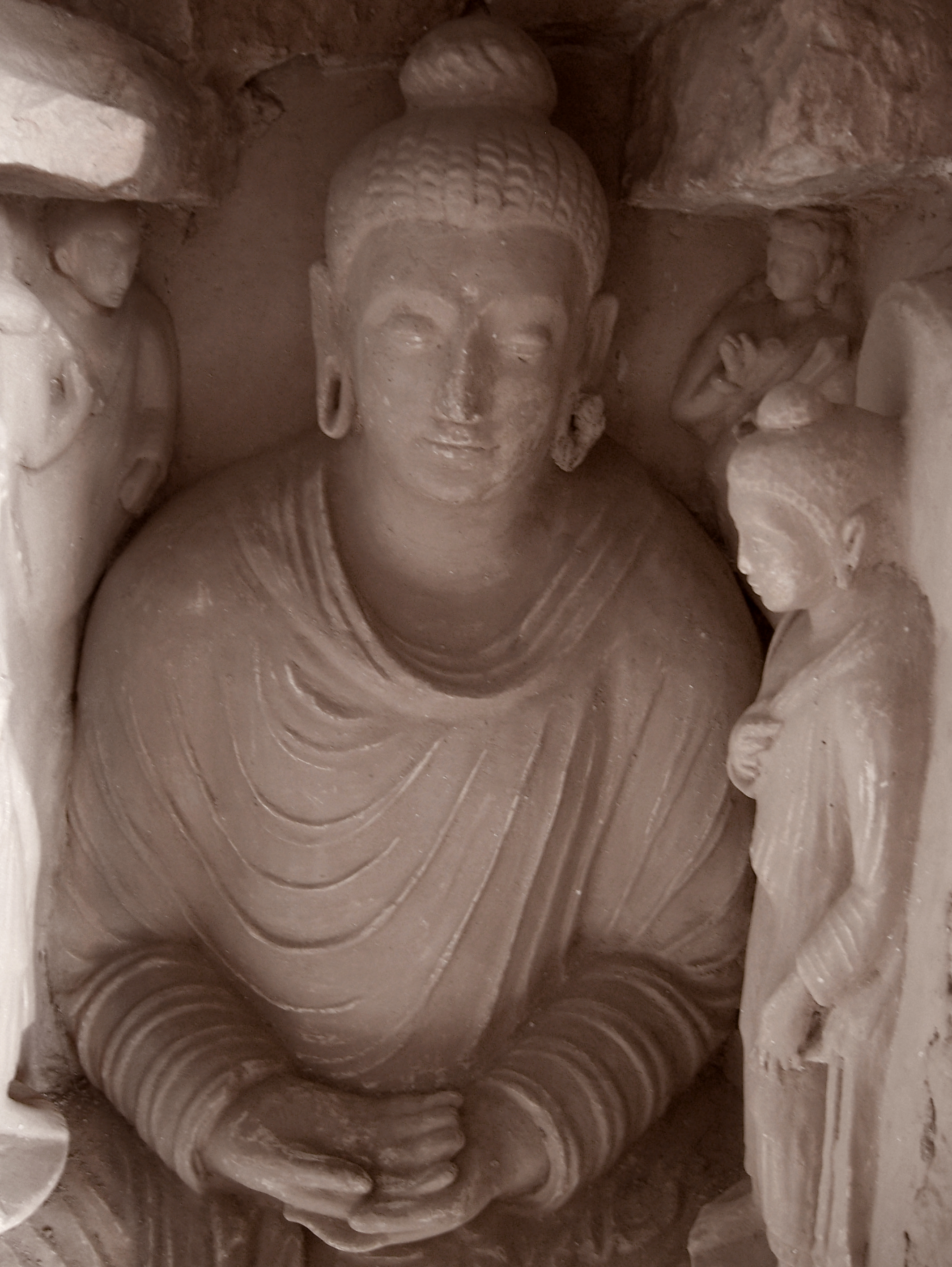
Petite chapelle à la figure de Buddha. Site de Jaulian. Taxila Ve siècle EC. Reproduction en plâtre (musée de Taxila) de l'original en stuc
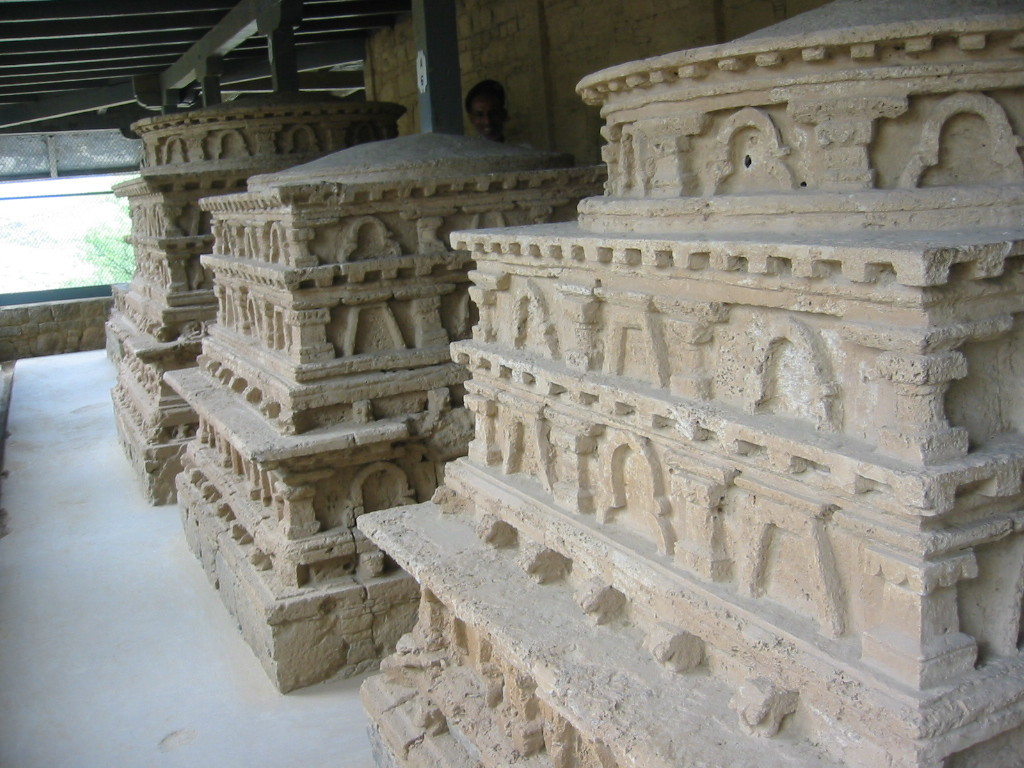
Sur le site de Jaulian, stupas votifs autour de la plateforme du grand stupa. Ve siècle EC
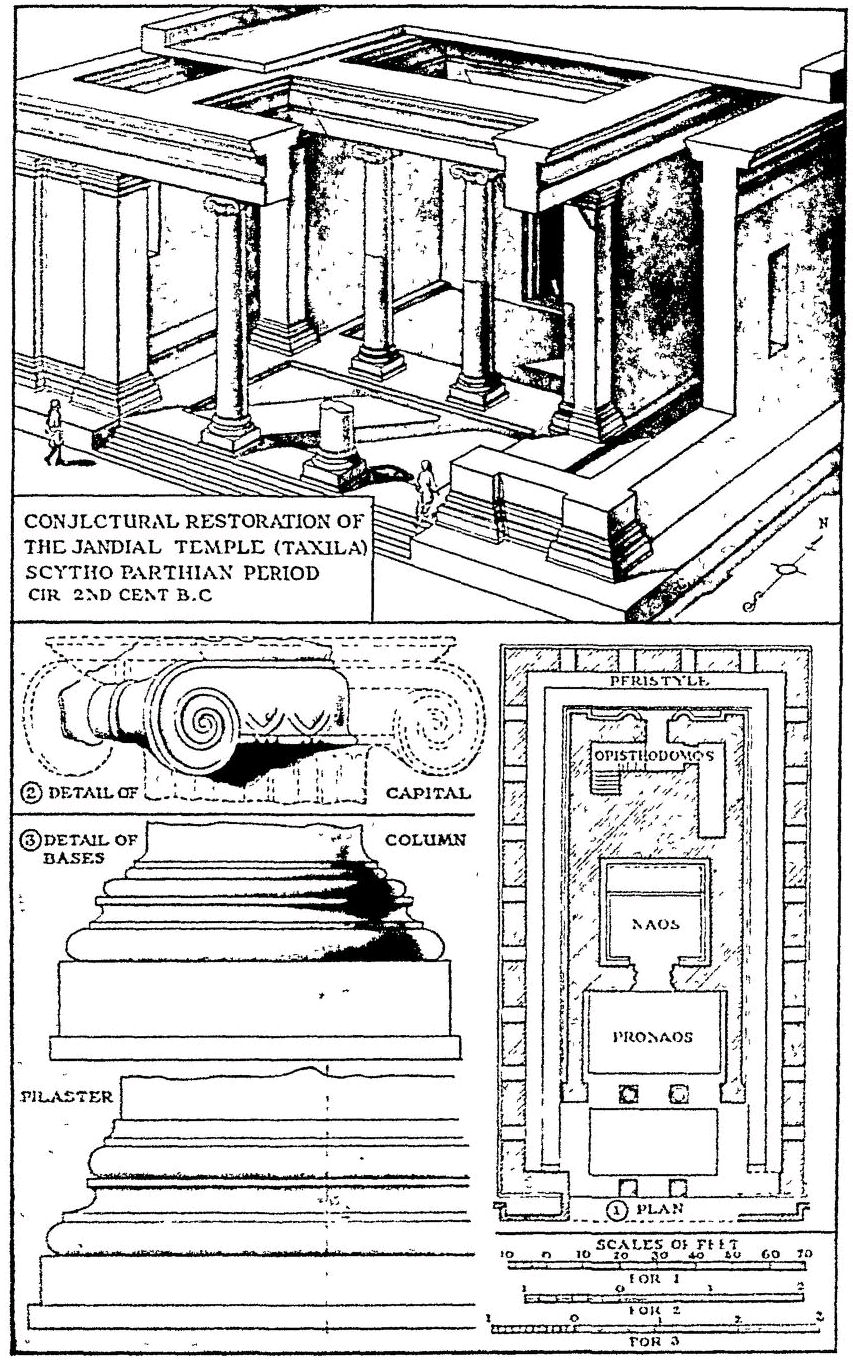
Reconstitution du temple de Jandial

## Taxila aujourd'hui
Taxila est une ville industrielle importante, comprenant notamment des installations du groupe militaire Heavy Industries Taxila.
La population de la ville a été multipliée par près de trois entre 1981 et 2017, passant de 38 374 habitants à 121 952. Entre 1998 et 2017, la croissance annuelle moyenne s'affiche à 2,8 %, supérieure à la moyenne nationale de 2,4 %. En 2023, la population de la ville monte à 136 900 habitants.
|            | 1981 (rec.) | 1998 (rec.) | 2017 (rec.) | 2023 (rec.) |
| ---------- | ----------- | ----------- | ----------- | ----------- |
| Population | 38 374      | 71 882      | 121 952     | 136 900     |

### Sources
- Louis Frédéric, Dictionnaire de la civilisation indienne, Robert Laffont, 1987, 1276 p. (ISBN 2-221-01258-5)